# 1242.
◄ | 12. stoljeće | 13. stoljeće | 14. stoljeće | ►
◄ | 1210-ih | 1220-ih | 1230-ih | 1240-ih | 1250-ih | 1260-ih | 1270-ih | ►
◄◄ | ◄ | 1239. | 1240. | 1241. | 1242. | 1243. | 1244. | 1245. | ► | ►►
Arhitektura • Astronomija • Glazba • Knjige • Književnost • Kršćanstvo • Medicina • Pravo • Promet • Znanost

## Događaji
- kralj Bela IV. izdao Zlatnu bulu, kojom je zagrebački Gradec postaje slobodni kraljevski grad

## Rođenja
- 27. siječnja – Margareta Ugarska, mađarska svetica († 1270.)
- 1. svibnja – Stanislava Šubić, hrvatska svetica, časna sestra († 1321.)

## Vanjske poveznice
|  | Zajednički poslužitelj ima još gradiva o temi 1242. |